# Now United-diszkográfia
Ez a Now United globális popcsoport átfogó diszkográfiája. 46 kislemezt (köztük 1-ben társelőadó) és 4 promóciós kislemezt jelentettek meg több nyelven (köztük angol, spanyol, portugál, hindi, arab, mandarin, japán, koreai, orosz, francia és filippínó) az 50 videóklip mellett.

## Kislemezek

### Mint teljes művész
| Cím                                | Év   |
| ---------------------------------- | ---- |
| "Summer In The City"               | 2017 |
| "What Are We Waiting For"          | 2018 |
| "Who Would Think That Love?"       | 2018 |
| "All Day"                          | 2018 |
| "How We Do It" (featuring Badshah) | 2018 |
| "Beautiful Life"                   | 2019 |
| "Afraid Of Letting Go"             | 2019 |
| "Sundin Ang Puso"                  | 2019 |
| "Paraná"                           | 2019 |
| "Sunday Morning"                   | 2019 |
| "Crazy Stupid Silly Love"          | 2019 |
| "Like That"                        | 2019 |
| "You Give Me Something"            | 2019 |
| "Legends"                          | 2019 |
| "Na Na Na"                         | 2019 |
| "Let Me Be The One"                | 2019 |
| "Live This Moment"                 | 2020 |
| "Come Together"                    | 2020 |
| "Wake Up"                          | 2020 |
| "Hoops"                            | 2020 |
| "By My Side"                       | 2020 |
| "Better"                           | 2020 |
| "Dana Dana"                        | 2020 |
| "Let The Music Move You"           | 2020 |
| "Stand Together"                   | 2020 |
| "Show You How To Love"             | 2020 |
| "Nobody Fools Me Twice"            | 2020 |
| "Feel It Now"                      | 2020 |
| "The Weekend's Here"               | 2020 |
| "Somebody"                         | 2020 |
| "Paradise"                         | 2020 |
| "Chained Up"                       | 2020 |
| "Habibi"                           | 2020 |
| "Golden"                           | 2020 |
| "One Love" (with R3HAB)            | 2020 |
| "Pas Le Choix – Manal Mix"         | 2020 |
| "Hewale"                           | 2020 |
| "How Far We've Come"               |      |
| "Lean On Me"                       |      |
| "All Around The World"             |      |
| "Turn It Up"                       |      |
| "Fiesta"                           |      |
| "Baila"                            |      |
| "Nobody Like Us"                   |      |
| "NU Party"                         |      |
| "Wave Your Flag"                   |      |

### Mint társelőadó
| Cím         | Év   | Előadó                         | Album         |
| ----------- | ---- | ------------------------------ | ------------- |
| "One World" | 2018 | RedOne ft. Adelina, Now United | Nincs albumon |

### Promóciós kislemez
| Cím                                                 | Év   | Album         |
| --------------------------------------------------- | ---- | ------------- |
| "For The Love Of It" (Sundin Ang Puso Angol Verzió) | 2019 | Nincs albumon |
| "Lendas" (Legends Portugál Verzió)                  | 2019 | Nincs albumon |
| "Na Na Na" (Spanyol Verzió)                         | 2020 | Nincs albumon |
| "حبيبي" (Habibi Arab Verzió)                        | 2020 | Nincs albumon |

## Videóklipek
| Év   | Cím                                                   | Forgatás helye                      | Ref.          |
| ---- | ----------------------------------------------------- | ----------------------------------- | ------------- |
| 2018 | "Summer In The City"                                  | Különféle országok                  |               |
| 2018 | "One World" (RedOne featuring Adelina and Now United) | Moszkva, Oroszország                |               |
| 2018 | "What Are We Waiting For"                             | Seoul, Dél-Korea                    | [ 38 ]        |
| 2018 | "Who Would Think That Love?"                          | Puebla, Mexikó                      | [ 39 ]        |
| 2018 | "All Day"                                             | Seal Beach, Kalifornia, U.S.A.      | [ 40 ]        |
| 2018 | "How We Do It" (feat. Badshah)                        | Mumbaī, India                       | [ 41 ] [ 42 ] |
| 2019 | "Beautiful Life"                                      | Shillong, India                     | [ 43 ]        |
| 2019 | "Afraid of Letting Go"                                | Manila, Fülöp-szigetek              | [ 44 ] [ 45 ] |
| 2019 | "Sundin Ang Puso"                                     | Manila, Fülöp-szigetek              | [ 8 ]         |
| 2019 | "Paraná"                                              | São Paulo, Brazília                 | [ 46 ]        |
| 2019 | "Sunday Morning"                                      | Kalifornia, U.S.A.                  | [ 47 ]        |
| 2019 | "Crazy Stupid Silly Love"                             | Las Vegas, U.S.A.                   | [ 48 ]        |
| 2019 | "Like That"                                           | Ashland, U.S.A.                     | [ 49 ]        |
| 2019 | "You Give Me Something"                               | Nyugat Hollywood, U.S.A.            | [ 50 ]        |
| 2019 | "Legends"                                             | Különféle országok                  | [ 51 ]        |
| 2019 | "Na Na Na"                                            | Rio de Janeiro, Brazília            | [ 52 ] [ 53 ] |
| 2019 | "Let Me Be the One"                                   | Különféle országok                  | [ 54 ] [ 55 ] |
| 2020 | "Live This Moment"                                    | Los Angeles, U.S.A.                 | [ 56 ] [ 57 ] |
| 2020 | "Come Together"                                       | Coyote Lake, U.S.A.                 | [ 58 ]        |
| 2020 | "Wake Up"                                             | Orange megye, U.S.A.                | [ 59 ] [ 60 ] |
| 2020 | "By My Side"                                          | Különféle országok                  | [ 61 ] [ 62 ] |
| 2020 | "Better"                                              | Los Angeles, U.S.A.                 | [ 63 ] [ 64 ] |
| 2020 | "Dana Dana"                                           | Különféle országok                  | [ 65 ] [ 66 ] |
| 2020 | "Let The Music Move You"                              | Animációs klip                      |               |
| 2020 | "Stand Together"                                      | Különféle országok                  | [ 67 ] [ 68 ] |
| 2020 | "Nobody Fools Me Twice"                               | Los Angeles, U.S.A.                 | [ 69 ] [ 70 ] |
| 2020 | "Feel It Now"                                         | Különféle országok                  | [ 71 ] [ 72 ] |
| 2020 | "Na Na Na (Spanish Version)"                          | Rio de Janeiro, Brazília            |               |
| 2020 | "The Weekend's Here"                                  | Dubaj, U.A.E.                       | [ 73 ] [ 74 ] |
| 2020 | "Somebody"                                            | Dubaj, U.A.E.                       | [ 75 ] [ 76 ] |
| 2020 | "Chained Up"                                          | Dubaj, U.A.E.                       | [ 77 ] [ 78 ] |
| 2020 | "Habibi"                                              | Beirut, Libanon & Dubaj, U.A.E.     | [ 79 ] [ 80 ] |
| 2020 | "Golden"                                              | Dubaj, U.A.E.                       | [ 81 ] [ 82 ] |
| 2020 | "One Love" (with R3hab)                               | Dubaj, U.A.E.                       | [ 83 ] [ 84 ] |
| 2020 | "Paradise"                                            | Abu-Dzabi, U.A.E.                   |               |
| 2020 | "Pas Le Choix" (Manal Mix)                            | Dubaj, U.A.E.                       |               |
| 2020 | "Hewale"                                              | Malibu, Kalifornia, U.S.A.          |               |
| 2021 | "How Far We've Come                                   | Abu-Dzabi, U.A.E.                   |               |
| 2021 | "Lean on Me"                                          | Abu-Dzabi, U.A.E.                   |               |
| 2021 | "All Around The World"                                | Különféle országok                  |               |
| 2021 | "Paradise"                                            | Cancún, Mexikó                      |               |
| 2021 | "Turn It Up"                                          | Riviera Maya, Mexikó                |               |
| 2021 | "Fiesta"                                              | Riviera Maya, Mexikó                |               |
| 2021 | "Baila"                                               | San Luis Obispo, Kalifornia, U.S.A. |               |
| 2021 | "Let the Music Move You"                              | Hawaii-sziget, Hawaii, U.S.A.       |               |
| 2021 | "Show You How to Love"                                | Malibu, Kalifornia, U.S.A.          |               |
| 2021 | "Nobody Like Us"                                      | Hawaii-sziget, Hawaii, U.S.A.       |               |
| 2021 | "NU Party"                                            | Malibu, Kalifornia, U.S.A.          |               |
| 2021 | "Wave Your Flag"                                      | Abu-Dzabi, U.A.E.                   |               |

## Évfolyamok
- [85]Egyesült Államok, Brazília, Fülöp-szigetek, Dél-Korea, Japán, Kína, Németország, Mexikó, Kanada, Finnország, Oroszország, Szenegál, Egyesült Királyság és India .
- [86]Van egy élő akusztikus változat
- [87]Franciaország, Anglia, Egyesült Arab Emírségek, India, Japán, Brazília és az Egyesült Államok.
- [88]Az Egyesült Államokban és más országokban rögzített régi képek alapján.
- [89]Most nem érhető el.
- [90]#AtHome: Ausztrália, Brazília, Kanada, Kína, Finnország, Németország, India, Japán, Mexikó, Oroszország, Egyesült Királyság és az Egyesült Államok.

## Fordítás
- Ez a szócikk részben vagy egészben  a   Now United discography című angol Wikipédia-szócikk ezen változatának fordításán alapul.  Az eredeti cikk szerkesztőit annak laptörténete sorolja fel. Ez a jelzés csupán a megfogalmazás eredetét és a szerzői jogokat jelzi, nem szolgál a cikkben szereplő információk forrásmegjelöléseként.